# Fáncsy Antal
Fáncsy Antal (15. század – 16. század?) íródeák.

## Élete
Nemesi származású volt, a Batthyány Boldizsár-féle misés könyvet másolta Kőszegen 1489-ben. A latin szöveg közé egykorú magyar felírások és magyarázatok vegyülnek, melyek a codex becsét nagyon emelik. Kiváló értékű a 3–14 leveleken magyarul szerkesztett naptár, mely a legrégibb magyar naptárak egyike. Hihetőleg Batthyány Boldizsárnak íródeákja volt és a könyv végén nevezi meg magát eképpen: 
Et sic est finis in Kwzegh in feria sexta antefestum B. lucie virginis: Anno Domini Milesimo Quadringentesimo octuagesimo nono sub egregio domino Baltasar de Batyan Capitanei eiusdem civitatis et castri Kwzegh per me Anthonium litteratum nobilem de ffanch existens penes Albam Regalem.
A könyvet több színes iniciálé s egy Krisztust a keresztfán ábrázoló kép díszíti. 